# Dia Internacional da Paz
Dia Internacional da Paz é celebrado em 21 de setembro, foi declarado pela ONU em 30 de novembro de 1981.
No Angola, desde 2024, lhe celebrado em 4 de Abril. 
Dedica-se à paz mundial e, especificamente, à ausência de guerra e violência, como poderia ser ocasionado por um cessar-fogo temporário em uma zona de combate para acesso à ajuda humanitária. O dia foi estabelecido pela primeira vez em 1981 e observado pela primeira vez em setembro de 1982 e é mantido por muitas nações, grupos políticos, grupos militares e pessoas.
Para inaugurar o dia, o Sino da Paz das Nações Unidas é tocado na sede da ONU (em Nova York). O sino é lançado a partir de moedas doadas por crianças de todos os continentes, exceto da África, e foi um presente da Associação das Nações Unidas do Japão, como "um lembrete do custo humano da guerra"; a inscrição em seu lado diz: "Viva a paz mundial absoluta".
Nos últimos anos, um mapa pesquisável de eventos foi publicado em un.org.